# NGC 7295
NGC 7295 (również NGC 7296 lub OCL 228) – gromada otwarta znajdująca się w gwiazdozbiorze Jaszczurki. Jest położona w odległości ok. 8 tys. lat świetlnych od Słońca.
Odkrył ją William Herschel 14 października 1787 roku. 8 listopada 1831 roku zaobserwował ją John Herschel, jednak popełnił błąd w pozycji wielkości 30 minut łuku i skatalogował ją jako nowo odkryty obiekt. W swojej liście z 1833 roku zamieścił jednak uwagę, że być może jest to ten sam obiekt, który wcześniej obserwował jego ojciec, William. John Dreyer w swoim New General Catalogue skatalogował obie te obserwacje jako, odpowiednio, NGC 7296 i NGC 7295.